# Navarone Foor
Navarone Foor est un footballeur indonésien, né le 4 février 1992 à Opheusden. Il évolue au poste de milieu offensif au VVV Venlo.

## Palmarès
- Coupe des Pays-Bas : 2017

## Statistiques
| Saison    | Club        | Pays           | Championnat        | Coupes nationales | Coupes d'Europe | Pays-Bas |
| --------- | ----------- | -------------- | ------------------ | ----------------- | --------------- | -------- |
| 2011-2012 | NEC Nimègue | Eredivisie     | 28 matchs / 1 but  | 5 matchs / 1 but  | -               | -        |
| 2012-2013 | NEC Nimègue | Eredivisie     | 29 matchs          | 1 match           | -               | -        |
| 2013-2014 | NEC Nimègue | Eredivisie     | 23 matchs / 2 buts | 4 matchs / 1 but  | -               | -        |
| 2014-2015 | NEC Nimègue | Eerste divisie | 37 matchs / 7 buts | 2 matchs          | -               | -        |
| 2015-2016 | NEC Nimègue | Eredivisie     | 34 matchs / 4 buts | 3 matchs / 1 but  | -               | -        |

Dernière mise à jour le 8 septembre 2016